# أوميت أونال
أوميت أونال (مواليد 14 أبريل 1965) (بالتركية: Ümit Ünal)‏ هو هو مخرج وكاتب سيناريو ومؤلف تركي.
أخرج العديد من الأفلام القصيرة والأفلام الروائية الطويلة وحاز على العديد من الجوائز خلال مسيرته.

## روابط خارجية
- أوميت أونال على موقع IMDb (الإنجليزية)
- أوميت أونال على موقع ألو سيني (الفرنسية)
- أوميت أونال على موقع أول موفي (الإنجليزية)
- أوميت أونال على موقع قاعدة بيانات الأفلام السويدية (السويدية)
- أوميت أونال على موقع قاعدة بيانات الفيلم (الإنجليزية)
- أوميت أونال على موقع كينوبويسك (الروسية)